# Woronesch (Fluss)
Der Woronesch (russisch Воронеж) ist ein 342 km langer linker Nebenfluss des Don im Westen Russlands in der Oka-Don-Ebene. Er wird bei Mitschurinsk von den beiden Quellflüssen Lesnoi Woronesch („Wald-Woronesch“, 164 km, von rechts) und Polnoi Woronesch („Feld-Woronesch“, 178 km, von links) gebildet, die beide im Grenzgebiet der Oblaste Rjasan und Tambow entspringen.
Der alte Name des Flusses war Welikoi Woronoi, also in etwa „Großer schwarzer Fluss“. Davon leitet sich auch die heutige Bezeichnung ab.
Sein Einzugsgebiet umfasst 21.600 km², die mittlere Abflussmenge (MQ) beträgt in Woronesch 70,8 m³/s. Der Fluss friert im Dezember zu und bleibt bis Ende März vereist. Nur der Unterlauf ist schiffbar.
Der Mittellauf des Woronesch führt durch die Oblast Lipezk, dabei durchquert er die Stadt Lipezk. Hinter der Stadt Woronesch wurde in den Jahren 1971 bis 1972 eine Staumauer errichtet. Der dadurch entstandene Woronescher Stausee hat eine Fläche von etwa 70 km² und zieht sich von der südlichen Stadtgrenze Woroneschs etwa 30 km bis zur nördlichen Stadtgrenze. Wenig unterhalb der Staumauer mündet der Woronesch bei Schilowo in den Don.